# أخلاقيات (باروخ سبينوزا)
أخلاقيات رسالة فلسفية كتبها بيندكت دو سبينوزا (باروخ سبينوزا). نشره أصدقاء سبينوزا عقب موته في 1677. الرسالة الرئيسية لهذا الكتاب هو أن كل شيء هو جزء من الطبيعة. يعتبر الكتاب أحد أكثر الكتب تأثيرًا ومناقشة في الفلسفة.

## أجزاء الكتاب
يتحدث الجزء الأول من الكتاب عن العلاقة بين الله والعالم الطبيعي.
وفقا للرؤية التقليدية، فإن الله منفصل عن الكون، وخلقه لسبب ما، ويمكنه خلق كون منفصل إذا أراد. أما رؤية سبينوزا مختلفة. فالله «هو» العالم الطبيعي. الإنسان والتكوينات الطبيعية الأخرى هي «أشكاله» (أي خصائصه). كل شيء يحصل هو من طبيعة الله، كما لو كان من طبيعة مثلث تساوي زواياه لزاويتين قائمتين. ولأنه ما طبيعة أخرى لله، فإنه لا يمكن تجاوز كل ما يحصل. والله لم يخلق الكون لأي هدف.
الجزء الثاني من الكتاب يتحدث عن الفكر والجسد البشري، يتضمن هجوما على بعض المواقف الديكارتية التي منها: الأول، الجسد والفكر من مادتين مختلفتين، كل واحدة قابلة على الوجود دون الأخرى، لكن يمكن تحدث تغييرا ببعضها البعض، الثاني، أننا نعرف فكرنا أكثر مما نعرف أجسادنا، الثالث، أنه يمكن الوثوق بأحاسيسنا، لأن خالقنا الخير خلقنا غير قادرين على تكذيبها؛ وأخيرا رغم أن الله خلقنا فإننا نرتكب أخطاء، يعني عبر التأكيد على الإرادة الحرة، كفكرة غير واضحة ومتناقضة.
رفض سبينوزا تلك الادعاءات ورأي ما يلي، الفكر والجسد هما طبيعة واحدة، أي أنهما طريقتان لفهم الشيء نفسه. الطبيعة كلها يمكن أن تفسر في مصطلحات الفكر أو بمصطلحات الجسد. لكن، لا يمكننا الخلط طريقتي شرح الأشياء، كما فعل ديكارت، والقول أن الأفكار تسبب الأعمال الجسدية، أو أن التغيير في الجسد يعني تغييرا في الفكر. علاوة على هذا، المعرفة الذاتية للفكر ليست أساسية: لا يمكنها معرفة فكرتها الخاصة أفضل مما تعرف الطرق التي يتصرف فيها الجسد اتجاه الأجساد الأخرى. أيضا، لا يوجد فرق بين امعان النظر في فكرة والموافقة عليها، وليس هناك من حرية ارادة أبدا. الإدراك الحسي، الذي سماه سبينوزا «معرفة من النوع الأول»، هو أمر خاطئ بالكامل، بما أنه يعكس كيفية عمل أجسادنا أكثر من واقع الأشياء. يمكن بالفعل امتلاك المعرفة الكاملة، لكن فقط من معرفة الحقائق السارية على كل شيء (مثلا، معرفة الهندسة والفيزياء، «معرفة من النوع الثاني»)، ومعرفة أشياء معينة نراها تابعة من طبيعة الوجود أو الفكر (المعرفة الحدسية، «معرفة من النوع الثالث»).
في الجزء الثالث من «علم الأخلاق»، يناقش سبينوزا في أن كل الأشياء، بما فيها البشر، تكافح لاستمرار نوعها. وهذا غالبا ما يعني أن الأشياء تحاول البقاء بقدر ما تستطيع البقاء. يشرح سبينوزا كيف أن هذا الكفاح الطبيعي يتضمن عواطفنا (الحب، الكره، المتعة، الحزن...)
الجزء الرابع يناقش خضوع البشر غالبا لهكذا عواطف. وهذه الحال تطبب جيدا عندما ينضم الأفراد المتشابهون فكريا إلى المجتمعات التي ترقي التفكير الواضح.
في الجزء الخامس يناقش كيفية هزيمة العواطف عبر استبدالها بالأفكار المناسبة، وحتى امتلاك الأفكار المناسبة، وأن الإنسان لا يموت لأن هناك جانب من فكره يحتوي على الأفكار الخالدة.

## المنهج

### الهدف من الكتاب
يبدو من عنوان الكتاب أنه يتحدث عن الأخلاق باعتبارها نوعاً من فروع الفلسفة لكن الكتاب لا يتناول هذا المعنى المعروف لكلمة «الأخلاق» Ethics إلا في الجزء الأخير من الكتاب، وقد يفاجأ القارئ أن كتاب الأخلاق لا يحتوي على مذهب سبينوزا في الأخلاق إلا في نهايته،  أما أغلبه فهو بحث في الإله، وفي الإنسان: طبيعته وطبيعة معرفته، وأخيراً الأخلاق.
إن سبينوزا يحلل في كتابه هذا موضوعات الميتافيزيقية والأنطولوجية والإبستمولوجية مثل الإله والعالم والجوهر والكمال والمعرفة البشرية والفهم الإنساني، أما سبب تسمية الكتاب باسم الأخلاق يعود لقناعة سبينوزا أن كل تأملات الفلسفة الميتافيزيقية وكل ما يمكن أن يضعه العقل البشري من أفكار أنطولوجية ليس له غاية نهائية إلا توجيه الإنسان في حياته من أجل هدف سام لهذه الحياة الإنسانية وهو السعادة وسلامة الإنسان العقلية والأخلاقية. وهكذا يعود سبينوزا إلى معنى قديم في الفلسفة تم تناسيه لفترة طويلة، وهو المعنى الذي يربط كل تأمل عقلي وكل نظرة مجردة بالسعادة الإنسانية. إذا كان سبينوزا يضع نسقاً ميتافيزيقياً وانطولوجياً ومعرفياً في كتابه فإن هذا يهدف في النهاية إلى سعادة الإنسان وسلوكه السليم في مجتمع عقلاني.
اعتقد سبينوزا أن مذهباً أخلاقياً لا يمكن تأسيسه على نحو صحيح ما لم يتضمن حلاً للمشاكل التقليدية حول العلاقة بين الإله والعالم، وبين النفس والجسم، وبين الروح والمادة.
واجه سبينوزا تراثاً فلسفياً سابقاً عليه يقيم فصلاً تاماً بين الجانب الروحي والجانب الجسدي من الإنسان، وبين الإله والعالم، وكانت نتيجة ذلك أن تم إعطاء الأولوية للروح على الجسد، وللإله على العالم. وفي نظر سبينوزا لا يمكن أن يقسم الإنسان إلى هذه الثنائية ما لم يترتب على ذلك نتائج وخيمة بالنسبة للأخلاق لأن الاعتقاد في وجود الإله مفارقاً للعالم يؤدي إلى أن يزهد الإنسان في هذا العالم ويتقشف أو يترهبن ويترك حياته كلها باعتبارها زيفاً وفناءً، والاعتقاد في أولوية الروح على الجسد يؤدي أيضاً إلى إهمال الجانب الجسدي من الإنسان.
وفي مقابل ذلك ذهب سبينوزا إلى أنه ليس هناك انفصال حقيقي بين الإله والعالم أو الروح والمادة أو الروح والجسد. فالكون عنده شئ واحد مكون من جانبين: جانب إلهي وجانب عالمي دنيوي، والإنسان عنده شئ واحد مكون من جانب روحي وجانب جسدي بل أن سبينوزا قد أخرج لنا نتيجة أخرى ثورية تقول بأن الإله والعالم شئ واحد كما أن الروح والجسم شئ واحد والروح والمادة شئ واحد.

### المنهج الهندسي
يمكن تقسيم كتاب «الأخلاق» إلى ثلاثة أجزاء، الأول يتحدث عن الإله، وفيه يضع سبينوزا نظريته الأنطولوجية.
والثاني حول الإنسان وهو نظرية سبينوزا في المعرفة.
والثالث حول الأخلاق.
كتب سبينوزا كتابه هذا بالطريقة الهندسية، إذ بدأ بمجموعة من التعريفات، فقد بدأ بتعريف الجوهر، منتقلاً منه إلى المصادرات Axioms، فعرف الجوهر على أنه هو القائم بذاته والذي ليس في حاجة إلى شئ آخر ليقوم أو يوجد، ويتوصل في المصادرة إلى أن الجوهر الحقيقي هو الإله أو العالم، ثم في القضايا أو المبرهنات يثبت كيف أن الجوهر الإلهي والجوهر المادي شئ واحد، وكيف أن الروح والمادة شئ واحد، وكيف أن الامتداد يجب أن يكون خاصية للجوهر الحقيقي وهو الإله أو العالم، ويفاجئ القارئ بقوله إن الإله يجب أن يكون محتويًا على الامتداد، في حين أن كل المذاهب الفلسفية السابقة قد فصلت بين الجانب الروحي الذي يقف الإله على رأسه والجانب المادي.
وقد وجد كثير من قرّاء سبينوزا صعوبة بالغة في تتبع حججه في هذا الكتاب نظرًا لصعوبة الشكل الهندسي الذي وضع فيه فلسفته. وهذه الصعوبة لم تكن مقتصرة على القاريء العادي، بل إن فلاسفة كبار من أمثال هنري برجسون قد أعربوا عن الصعوبة التي واجهوها في قراءة كتاب «الأخلاق» لسبينوزا.

### الجوهر وصفاته
عرَّف سبينوزا الجوهر بأنه «ما هو في ذاته وما يُتصور من ذاته، أي الذي لا يتطلب مفهومه مفهوم أي شئ آخر يتكون منه». ومعنى ذلك أن الجوهر عند سبينوزا هو ذلك الذي يقوم من ذاته وفي غير حاجة لأي شئ آخر كي يوجد. والحقيقة أن هذا التعريف لا يمكن أن ينطبق على أي شئ محدد، ذلك لأن أشياء العالم الطبيعي بما فيها النبات والحيوان والإنسان في حاجة إلى أشياء أخرى لتوجد. وهذا ما يجعل مفهوم الجوهر لا ينطبق على شيء إلا الإله أو الطبيعة حسب قول سبينوزا، فإذا نظرنا إلى الألوهية على أنها الضرورة الحاكمة للأشياء فسوف تصبح بذلك هي الجوهر الحقيقي، وإذا نظرنا إلى الطبيعة على أنها الكل المتجانس المنسجم الذي تحكمه القوانين الضرورية وإلى أشياء الطبيعة على أنها تعتمد كلها على بعضها البعض في تناسق وتوازن لأدركنا أن الطبيعة هي ذلك الكل الذي لا يعتمد في وجوده إلا على ذاته، أي أن الطبيعة هي الجوهر الحقيقي، وبالتالي ذهب سبينوزا إلى التوحيد بين الإله والطبيعة باعتبارهما معنيين لجوهر واحد.
ويعرف سبينوزا الصفة بأنها «ما يفهمه الذهن من الجوهر باعتباره ما يؤسس ماهيته» الصفة إذن هي ماهية الجوهر. وفي مقابل ديكارت الذي أقر بوجود جوهرين متمايزين ومنفصلين في الكون: الفكر والمادة، يذهب سبينوزا إلى أنه ليس هناك في الكون جوهرين بل جوهر واحد، وهذا الجوهر الواحد يحمل صفتي الفكر والامتداد في نفس الوقت. وهو لا يذهب إلى أن للجوهر ماهية مزدوجة يجمع بينهما في تضايف، الفكر والامتداد، بل يذهب إلى أن الجوهر الواحد الحقيقي لديه صفة واحدة هي فكر وامتداد. إن الفكر والامتداد شئ واحد عنده. وعلى الرغم من غرابة هذه الفكرة إلا أن من السهل تبريرها كي تتفق مع فلسفة سبينوزا. إذا تناولنا جسمًا ممتدًا فسوف ندرك مباشرة أن ما يشكل ماهيته هو جسميته، أي اتخاذه شكلًا معينًا وإشغاله حيزًا من المكان، أي أن الامتداد هو ماهية كل الأشياء الجسمية. كيف سينظر سبينوزا إلى هذا الامتداد على أنه فكر: إذا تناولنا مفهوم الامتداد في ذاته وجدنا أن خاصيته الأساسية تتمثل في أبعاده الهندسية، والحيز الذي يشغله من المكان أيضًا هو عبارة عن حيز هندسي يمكن أن يقاس وتحكمه القوانين الرياضية. لكن العلاقات الرياضية الهندسية التي تميز الامتداد هي ذاتها نوع من الفكر، هذا بالإضافة إلى أن القوانين الفيزيائية والكيميائية التي تحكم تفاعلات الجسم وحركات الأجسام هي أيضًا نوع من الفكر. وبالتالي فإن الماهية الحقيقية للامتداد هي فكر. ومن جهة أخرى فإن الفكر كذلك يحتوي على الامتداد، حتى على مستوى الأفكار المجردة. إن مصطلح الامتداد في معظم اللغات الأوربية شبيه بالمصطلح الإنجليزي وهو extension.

## الله أو الطبيعة
وفقا لسبينوزا، الله هو الطبيعة والطبيعة هي الله. هذا شكل مذهبه «الواحدي» أو «الحلولي». في كتابه «رسالة في اللاهوت والسياسة»، شرح سبينوزا معارضته لنتيجة امتلاك الله خواص بشرية. في الفصل الثالث من الكتاب، صرح أن كلمة «الله» تعني نفس كلمة «الطبيعة». كتب: «سواء قلنا.. أن كل الأشياء تحصل نتيجة لقوانين الطبيعة، أو تحصل بقرار وتوجيه من الله، إننا نتحدث عن الشيء نفسه». في كتابه «علم الأخلاق»، عادل بين الله والطبيعة فكتب الله أو الطبيعة أربع مرات. بالنسبة لسبينوزا، الله أو الطبيعة، كائن واحد وشيء واحد، إنه نظام نشط، ضروري الوجود، أبدي، لانهائي، ومعمم للكون الذي هو موجود بالمطلق في كل شيء. هذا هو المبدأ الرئيسي في علم الأخلاق.
وعلاوة على ذلك يأتينا سبينوزا بفكرة غير مسبوقة، إذ يصل توحيده للإله والطبيعة إلى درجة أن يلحق بالإله صفة خاصة بالطبيعة وهي الامتداد. مبررات سبينوزا في ذلك: الحقيقة أن كل الفكر الإنساني قبل سبينوزا كان ينفي أي صفة مادية عن الإله ويعتبره موجودًا روحيًا فقط. لكن يعتقد سبينوزا أن نفي صفة الامتداد عن الإله سوف توقعنا في صعوبة بالغة. إذ سوف توقعنا في ثنائية الإله الروحي الخالص والعالم المادي، ويكون لدينا إله في جانب وطبيعة مادية في جانب آخر. وحسب مذهب سبينوزا فإن في الكون جوهر واحد فقط، وإذا نظرنا إلى الكون على أنه إله وعالم فمعنى هذا أننا اعترفنا بجوهرين، جوهر روحي وجوهر مادي. حاولت المذاهب الفلسفية دائمًا تفسير كيفية صدور المادة من الروح، وذلك لاعتقادها في اختلافهما وتمايزهما وتناقضها الأصلي. لكن سبينوزا كان قد سبق وأن وحد بين الروح والمادة. ولأن هناك جوهر واحد فقط في الكون فيجب أن يكون هذا الجوهر روحيًا وماديًا في نفس الوقت. ولذلك أصر سبينوزا على أن الامتداد صفة للإله أو الطبيعة حسب تعبيره. الإله عند سبينوزا باعتباره جوهرًا واحدًا لا يمكن أن يفتقر إلى أي صفة، وإذا اعتبرنا الإله روحاً فقط فسوف يكون مفتقراً بذلك إلى المادة أو الامتداد، وسوف يكون الامتداد صفة خاصة بالطبيعة وتميزها عن الإله. رفض سبينوزا أن يكون الإله باعتباره الجوهر الواحد والوحيد مفتقرًا لصفة الامتداد، وعلى ذلك اقر بأن الإله يمتلك صفة الامتداد. لكن يجب أن نفهم معنى إلحاق صفة الامتداد بالإله عند سبينوزا على نحو يتفق مع فلسفته.ولكن لا يقصد سبينوزا أبدأ ً الامتداد بمعنى كونه حائزًا على جسم معين أو شكل وأبعاد هندسية ويشغل حيزًا من المكان إذ لا يقصد الامتداد الجسمي الهندسي المكانى بل يقصد صفة الامتداد ذاتها بصرف النظر عن أحوالها من الطول والعرض والجسمية والمكانية. الإله عند سبينوزا ممتد بمعنى أن فكرة الامتداد داخلة في جوهره وماهيته، فلا يمكن أن توجد في الكون صفة ليست موجودة في الإله باعتباره الجوهر الواحد والوحيد الحقيقي. الامتداد عند سبينوزا ليس امتدادًا شيئيًا جسميًا بل هو امتداد رياضي، الامتداد هو في جوهره رياضي، والرياضة فكر، وبالتالي فإن الإله باعتباره الجوهر الوحيد يجب أن يكون ممتلكًا لفكرة الامتداد الرياضي الهندسي. الإله عند سبينوزا يمتلك صفة الامتداد. والحقيقة أن هذه الفكرة أوقعت المفسرين في مشكلات عديدة، سببها أن سبينوزا لم يجب عن الأسئلة التي تثيرها.

## الاستلام
مباشرة عقب نشره، أعتبر الكتاب ككتاب إلحادي. هذا كان نتيجة مفهومه عن الله (الطبيعة) على أنه لا يملك صفات بشرية كالنظر، السمع، الفكر، الإرادة، العواطف، الغرض، الرحمة... وكان للكتاب تأثير كبير على تاريخ الفلسفة خصوصا عند ليبينز، كانت، هيغل، دايفيدسون.